# 布拉让
布拉让（法語：Blajan，法語發音：[blaʒɑ̃]）是法国上加龙省的一个市镇，属于圣戈当区。

## 地理
布拉让（43°15'37"N, 0°38'38"E）面积12.68 平方千米，位于法国奧克西塔尼大區上加龙省，该省份为法国西南部内陆省份，西南端与西班牙接壤，自此顺时针与上比利牛斯省、热尔省、塔恩-加龙省、塔恩省、奥德省和阿列日省接壤。
与布拉让接壤的市镇（或旧市镇、城区）包括：热斯河畔布洛涅、沙尔拉、让萨克德布洛涅、莱斯皮格、蒙莫兰、尼藏热斯、圣佩代尔博斯克。

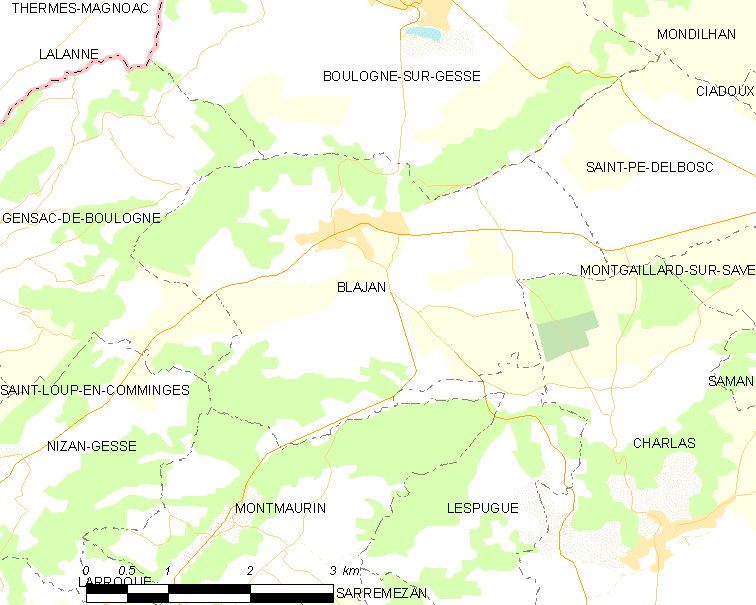
布拉让的OSM定位图

布拉让的时区为UTC+01:00、UTC+02:00（夏令时）。

## 行政
布拉让的邮政编码为31350，INSEE市镇编码为31070。

## 政治
布拉让所属的省级选区为圣戈当县。

## 人口

1962-2008年间布拉让人口变化图示

布拉让于2022年1月1日时的人口数量为433人。